# Neopitagorism
Neopitagorismul este un curent filozofic de origine alexandrină care a reactualizat pitagorismul, îmbinându-l cu platonismul și accentuând tendințele sale mistice.

## Istorie
Principalele învățături filozofice religioase sunt neopitagorismul și neoplatonismul.
Neopitagorismul îl propune pe Dumnezeu ca baza unică a lumii, ca esența pură, spirituală ce stă mai sus de toate contradicțiile. Reprezentantul acestei învățături este Numenis. El consideră cǎ în structura ierarhică a existenței, locul suprem îl ocupă primul Dumnezeu, prima rațiune, care este nemișcată. Alături de nus coexista materia nerațională haotică si incognoscibilă. Între acestea se plasează demiurgul care contemplează prima rațiune și prin rațiune tinde spre materie, a doua rațiune spre deosebire de prima este mobilă, creatoare, aduce materia in ordine, dă naștere armoniei si cosmosului. Cosmosul este al treilea Dumnezeu.
Neopitagorismul reînvie mistica grecească a numerelor. Ideea centrală a acestei învățături este credința intr-o singură divinitate și în minuni. Învățătura lui Philon a influențat noua religie prin intermediul noțiunii de Logos (ordine, rațiunea cosmică). Philon a înfăptuit o amplă sinteză a filozofiei ebraice și a filozofiei grecești. După Philon logosul ca rațiune supremă este în divinitate și este însăși divinitatea.
După recunoașterea creștinismului ca religie oficială a Imperiului Roman în anul 313 de către împăratul Constantin, aceste învățături au fost interzise fiind declarate ca învățături păgâne. Interzicerea a avut loc în anul 529 prin decretul împăratului Iustinian.